# Ambystoma annulatum
Espèce
Statut de conservation UICN

 LC  : Préoccupation mineure
Ambystoma annulatum est une espèce d'urodèles de la famille des Ambystomatidae.

## Répartition

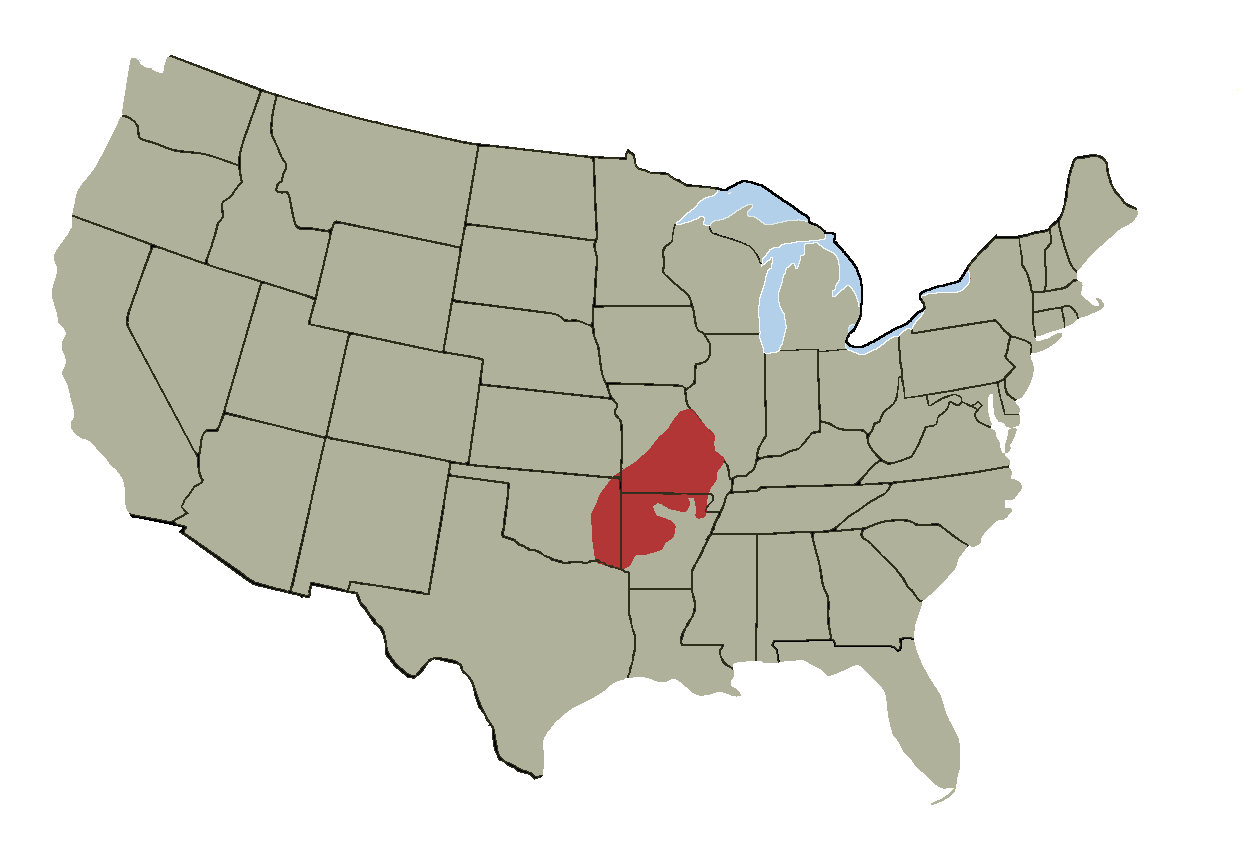
Distribution.

Cette espèce est endémique du centre-Est des États-Unis. Elle se rencontre dans les monts Ozarks et les Montagnes Ouachita :
- dans le Sud du Missouri ;
- dans l'est de l'Oklahoma ;
- dans l'ouest de l'Arkansas.

## Description
Ambystoma andersoni mesure de 140 à 180 mm sans la queue.

## Publication originale
- (en) Cope, 1886 : Synonymic List of the North American Species of Bufo and Rana, with Descriptions of Some New Species of Batrachia, from Specimens in the National Museum. Proceedings of the American Philosophical Society, vol. 23, n. 124, p. 514-526 (texte intégral).